# Тарасова, Виктория Юрьевна
Викто́рия Ю́рьевна Тара́сова (род. 16 июля 1971, Скопин, Рязанская область) — российская актриса театра и кино, телеведущая, общественный деятель, член Совета по культуре при Федеральной службе войск национальной гвардии Российской Федерации, член Союза театральных деятелей Российской Федерации, Почётный деятель искусств Москвы (2015).

## Биография
Родилась 16 июля 1971 года в городе Скопин Рязанской области. Мать Надежда Петровна Тарасова (1940 года рождения) работала там по распределению после института. Отец — балетмейстер Юрий Егорович Тарасов (1944—2004). Когда Тарасовой был месяц, её родители перебрались в Смоленск. В 1990 году поступила в Высшее театральное училище имени М. С. Щепкина (педагог Р. Г. Солнцева), в 1993 году перевелась в РАТИ, на курс П. О. Хомского, которую успешно закончила в 1994 году. Второе образование тоже РАТИ, специальность — балетмейстер.
В 1994 году дебютировала в кино, сыграв в фильме «Рысь идёт по следу».
В 1995—1996 годах — начало работы на РТР, передача «6 соток».
В 1997—2024 годах — актриса театра «Шалом».
Снималась в рекламе.

## Личная жизнь
Сестра Виктории Тарасовой — Марина Куделинская, актриса театра и кино.
Разведена, есть сын Данила Тарасов (1998 года рождения).

## Благотворительная и общественная деятельность
Виктория Тарасова занимается благотворительностью, помогая детям и семьям с детьми, оказавшимся в трудной жизненной ситуации. Посещает детские дома, приюты, интернаты, кадетские корпуса.
В 2016 году создан Благотворительный Фонд Виктории Тарасовой «Помоги детям Смоленщины», который ориентирован на адресную помощь социально незащищенным людям — маленьким брошенным детям, многодетным семьям и семьям с приёмными детьми. Благотворительный Фонд по сохранению отечественного наследия «Святая Русь — Виват, Отчизна!» оценил деятельность Виктории Тарасовой, вручив ей 12 августа 2016 года Орденский знак «Пресвятая Богородица — Благодатное небо».
Выступает с благотворительными концертами перед военнослужащими Объединённой группировки войск по проведению контртеррористических операций на территории Северо-Кавказского региона Российской Федерации. Награждена почетными грамотами и медалями Министерства внутренних дел Российской Федерации, Министерств внутренних дел республик Северо-Кавказского региона Российской Федерации.
Выступала для военнослужащих Арктической зоны, военных баз в Киргизии и Армении.
Неоднократно прилетала на российскую авиационную базу Хмеймим (Сирия), чтобы оказать поддержку российским военным.
Входит в Совет по культуре при Федеральной службе войск национальной гвардии Российской Федерации.
Член Общественного движения «Донецкая Республика».

## Театральные работы

### театр «Шалом»
- 1997 «Праведники и грешники», Барбара, режиссёр Визма Витолс[19]
- 1997 «Пол-Нью-Йорка мне теперь родня», мюзикл Бориса Рацера и Владимира Шаинского, Танцовщица, режиссёр Визма Витолс[19]
- 1997 «Фаршированная рыба», режиссёр Александр Левенбук[19]
- 2000 «Шлимазл», Секретарша, режиссёр Визма Витолс[19]
- 2003 «Кот Леопольд», детский мюзикл Аркадия Хайта и Александра Левенбука, Серая Мышка, режиссёр Визма Витолс[19]
- 2004 «Моя кошерная леди», пьеса Аркадия Хайта, Лиза Дулитова, режиссёр Лев Шимелов[20]
- 2006 «Блуждающие звёзды», мюзикл Бориса Рацера и Александра Журбина по роману Шолом-Алейхема, мадам Козак, режиссёр Визма Витолс[19]
- 2008 «Что ты в ней нашёл», по роману Исаака Башевиса-Зингера «Шоша», Бэтти, режиссёр Визма Витолс[19]
- 2009 «Трали-вали или Заговор Шапокляк», музыкальная сказка Аркадия Хайта и Александра Левенбука, мадам Шапокляк, режиссёр Визма Витолс[21]

### театр «Миллениум»
- 2011 «Авантюрная семейка или как украсть миллион», Кристина, Берта Литхен[22]
- 2011 Трамвай «Желание», по пьесе Т.Уильямса, Стелла Ковальски, режиссёр Александр Марин[23]
- 2014 «Дело в шляпе», Беттина, режиссёр Леонид Кулагин[24]
- 2016 «Обмани меня, крошка!», автор Ирина Ильинская, Мирелла Харт, режиссёр Алексей Шешуков[25]
- 2019 «Прелести измены», автор Валентин Красногоров, режиссёр Эдуард Радзюкевич[26]

### АНО «Театральный марафон»
- 2014 «Рецепт семейного счастья», по произведениям А. П. Чехова, режиссёры: Николай Скорик, Александр Гордиенко, Артём Бибилюров[27][28]
- 2021 «Дорогая Памела или Счастливого Рождества» (по пьесе Джона Патрика «Дорогая Памела»), Памела Кронки, режиссёры: С. Векслер, А. Гордиенко[29]

### театр «Турандот»
- 2016 «Случайное счастье», по пьесе И.Лысова, Валентина, режиссёр Артём Бибилюров (театр «Турандот»)[30]

### ТКБ «Антреприза-Столица»
- 2016 «Однажды вечером» (по пьесе Александра Гельмана «Скамейка»), Она, режиссёр Антон Фигуровский[19][31]

### Театральное агентство «ЛеКур»
- 2017 «Ненавижу. Жанна», автор Александр Коровкин, Лора, режиссёр Владимир Устюгов[19][32]

### Театр «Orange»
- 2017 «Шестикрылая Серафима», автор Елена Исаева, Серафима, режиссёр Алла Решетникова[33]

### Московский современный художественный театр
- 2017 «Провинциальные анекдоты», автор Александр Вампилов, Марина, жена Калошина, режиссёр Сергей Кутасов[34]

### Антрепризный проект
- 2017 «Роковая страсть» (по пьесе Теренса Рэттигана «Он завещал её нации»), Эмма Гамильтон, режиссёр Леонид Кулагин[35][36]

### Московский театр «Мюзик-холл»
- 2019 «Любить — не стыдно!» (по пьесе Александра Коровкина «Около любви»), Ольга Ивановна, режиссёр Игорь Мачалов[37]
- 2020 «Прохвосты по любви» (по мотивам пьес Э. Де Филиппо и М. Беркье-Маринье, автор композиции — актёр, режиссёр и драматург Жан Даниэль), Клара, режиссёр Сергей Куница[38]
- 2021 «Ирония любви», лирическая комедия в 2-х действиях, по пьесе Джавахишвили Ш.К «Прекрасная незнакомка», автор композиции Иван Гришанов, Анна (домохозяйка лет 40) она же — Ева (Прекрасная незнакомка)[39]
- 2022 «Манёвры супружеской жизни», комедия — мелодрама в 2-х действиях, автор Иван Гришанов, Генриетта Рудольфовна Крутипорох (тёща)[40]

### Московский театр комедии
- 2020 «Женихи по объявлению» («Случайное свидание!»), режиссёр Олег Ильин[41]
- 2023 «Джентльмен на вечер» по пьесе Н.Птушкиной «Пока она умирала», Таня, режиссёр Юлия Куварзина[42]
- 2025 «Идеальный муж» комедия Оскара Уайльда, Миссис Чивли, режиссёр Олег Тополянский[43]

## Роли в кино
- 1994 — Рысь идёт по следу[19][44]
- 2002 — На море хочу
- 2010 — Глухарь в кино — Ирина Зимина[45]
- 2014 — Мама в законе — Светлана Лямина[45]
- 2019 — Ваш Ваня, короткометражный фильм, победитель VII Международного благотворительного фестиваля «Лучезарный ангел» в номинации «За лучший дебютный короткометражный фильм», режиссёр А.Меркулова, — Мать[46][47]
- 2002—2020 — Весёлые гастроли на Чёрном море (Мой милый ёжик) — работница блинной[48][49]
- 2021 — Пункт пропуска — Марья Фёдоровна[50][51]
- 2022 — «Здравствуй, папа!»[52]

## Роли в телевизионных сериалах
- 2006 — Бес в ребро, или Великолепная четвёрка — светская львица[45]
- 2006—2007 — Безмолвный свидетель-1 — Юлия Голикова
- 2007 — Спартакиада. Локальное потепление — дизайнер[45]
- 2007 — Агентство «Алиби» — домохозяйка[45]
- 2007 — Сваха — бизнес-леди[45]
- 2007 — Безмолвный свидетель-2 — Юлия Голикова
- 2007—2010 — След — Маргарита Лосева[19]
- 2008 — Глухарь — Ирина Зимина[45]
- 2009 — Город соблазнов — Вика, хозяйка модельного агентства[48]
- 2009 — Глухарь. Приходи, Новый год! — Ирина Зимина[45]
- 2009 — Глухарь. Продолжение — Ирина Зимина[45]
- 2010 — Отдел (серия «По праву», серия «Пятницкий») — Ирина Сергеевна Зимина[45]
- 2010 — Адвокатессы — Галина Овсянникова[48]
- 2010 — Глухарь. Снова Новый! — Ирина Зимина[45]
- 2010—2011 — Глухарь. Возвращение — Ирина Зимина[45]
- 2011 — Глухарь. Опять Новый! — камео
- 2011 — Гражданка начальница. Продолжение — Антонина Жукова[45]
- 2011 — Петрович, серия «Призрак» — Екатерина[45]
- 2011 — Пятницкий — Ирина Зимина[45]
- 2012 — Пятницкий. Глава вторая — Ирина Зимина[45]
- 2012 — Карпов — Ирина Зимина[45]
- 2012 — Страна 03 — Галина[45]
- 2013 — Осторожно: дети!
- 2013 — Пятницкий. Глава третья — Ирина Зимина[45]
- 2013 — Карпов. Сезон второй — Ирина Зимина[45]
- 2014 — Кулагин и партнёры — Эмма Гиршман
- 2014 — Вопреки всему — Ирина[45]
- 2014 — #Sтуденты
- 2014 — Мама в законе — Светлана Васильевна Лямина
- 2014 — Карпов. Сезон третий — Ирина Зимина[45]
- 2014 — Пятницкий. Глава четвёртая — Ирина Зимина[45]
- 2014 — Кабельное — Руководитель пресс-службы Российской Академии наук, Найдёнова Александра Натальевна
- 2016 — Полицейский с Рублёвки — Марина, психолог[45]
- 2016 — Один против всех — Лидия Николаевна Карцева, начальник следственного отдела[45][53][54]
- 2020 — Агентство О.К.О. — Светлана Казарина[45][55]
- 2020 — Сержант — Аглая, военный эксперт[56]
- 2021—2022 — Естественный отбор — 3 — Мама Вовы[57]

Киножурнал Ералаш
- 2016 — Серия 324 — Нечисть[58]

Дубляж
- 2011 — Ханна. Совершенное оружие — Марисса Уиглер (Кейт Бланшетт)[19][59]

## Работа на телевидении
- 1994—1996 — программа «Шесть соток», РТР — ведущая проекта[19]
- 2015 — ведущая серий «Катюша» и «Мгновения» в цикле документальных фильмов канала 360° Подмосковье «Победа. Песни. Любовь»[60]
- 2015 — реалити-шоу «Сделано в России», 360° Подмосковье — ведущая проекта[61]
- 2016—2017 — шоу «Красота по-русски», НТВ — ведущая проекта[62]

## Награды
- Почётная Грамота Министерства Культуры Российской Федерации и Российского Профсоюза работников культуры «За большой вклад в развитие культуры», приказ от 03.02.2012 г. № 129-вн.
- Медаль «За отличие в службе», МВД по Чеченской республике, 28.02.2013 г.
- Главный приз в актёрской номинации «Герой» — за харизматичное исполнение роли положительного героя в фильме «Мама в законе», XVII Международный фестиваль детективных фильмов и телепрограмм правоохранительной тематики «DetectiveFEST», Москва, 2015 г.[66]
- Почётный деятель искусств города Москвы (2015), Указ Мэра города Москвы С. С. Собянина № 38-УМ от 11.06.2015 «О награждении знаками отличия и присвоении почётных званий города Москвы», Москва, 2015 г.[67].
- Почётный знак «За отличие в службе» МВД по Чеченской республике , 21.10.2015 г.
- Медаль «10 лет разгрома международных террористов» Министерства внутренних дел по республике Дагестан, 22.10.2015 г.
- Благодарность Министра внутренних дел Российской Федерации «За активное участие в проведении в 2015 году концертного тура для сотрудников органов внутренних дел и военнослужащих внутренних войск, выполнявших оперативно-служебные и служебно-боевые задачи на территории Северо-Кавказского региона Российской Федерации», 05.11.2015 г.
- Благодарность Главы Республики Крым «За значительный вклад в культурно-образовательное развитие Республики Крым, активную гражданскую, общественную деятельность и в связи с крымскотатарским национальным праздником „Хыдырлез“[68].
- Медаль «Участнику военной операции в Сирии», 04.06.2016 г., Приказ Министра обороны Российской Федерации № 333.
- Медаль „За заслуги в борьбе с международным терроризмом“, Общероссийская общественная организация ветеранов войн и военной службы, 17.07.2016 г.
- Медаль Сирийской Арабской Республики „Боевое содружество“, приказ министра обороны САР № 852 от 23.08.2016 г[69].
- Премия „Гранатовое сердце“ в номинации „За яркий стиль и образ“, 04.10.2016 г[70].
- Почётная грамота Министерства внутренних дел по Чеченской республике „За весомый вклад в эстетическое и духовно-нравственное сотрудников органов внутренних дел, проявленное сценическое мастерство и профессионализм“ в благотворительном концерте „Щит и лира“, организованном Департаментом государственной службы и кадров МВД России для личного состава органов и подразделений МВД по Чеченской республике, инвалидов вследствие военной травмы, детей и членов сотрудников, погибших при исполнении служебных обязанностей», Приказ МВД по Чеченской республике от 19.10.2016 г. № 4897 л/с.
- Почётная грамота Министерства внутренних дел по Республике Ингушетия «За активное и всестороннее содействие при решении задач, стоящих перед Министерством внутренних дел по Республике Ингушетия», Приказ МВД по Республике Ингушетия от 20.10.2016 г. № 539.
- Знак отличия Всероссийской Общественной Организации Морских Пехотинцев «Тайфун» «За заслуги», приказ Президента ВООМП «Тайфун» В. А. Яковлева от 19.11.2016г № 56.[71].
- Почётная грамота Министерства внутренних дел Российской Федерации «За активное участие в проведении в 2016 году концертного тура для сотрудников органов внутренних дел и военнослужащих внутренних войск, выполнявших оперативно-служебные и служебно-боевые задачи на территории Северо-Кавказского региона Российской Федерации», Приказ Министра внутренних дел Российской Федерации В.Колокольцева от 07.11.2016 г. № 1426л/с[72]
- Медаль «Маршал Победы» в ознаменование 120-летия со дня рождения Маршала Советского Союза Г. К. Жукова, решение Президиума Комитета памяти Маршала Советского Союза Г. К. Жукова от 29.11.2016 г.[73].
- Почётная грамота Министерства внутренних дел Российской Федерации «За активное участие в проведении в 2017 году концертного тура для сотрудников органов внутренних дел и военнослужащих внутренних войск, выполнявших оперативно-служебные и служебно-боевые задачи на территории Северо-Кавказского региона Российской Федерации», Приказ Министра внутренних дел Российской Федерации В.Колокольцева от 10.11.2017 г. № 1172л/с.
- Почётная грамота Министерства обороны Российской Федерации «За оказание содействия в решении задач, возложенных на Вооруженные Силы Российской Федерации», Приказ Министра обороны Российской Федерации С.Шойгу от 26.12.2017 г. № 811.
- Почётная грамота Главы Донецкой Народной Республики «За добросовестный труд, высокий профессионализм, весомый личный вклад в становление и развитие Донецкой Народной Республики и в связи с 5-летием со дня основания Донецкой Народной Республики», 11.05.2019[74]
- Медаль «За участие в миротворческой миссии в Сирийской Арабской Республике», 01.11.2019 г., Внутриведомственный приказ Приказ Министерства обороны Российской Федерации № 02825-к/гп.
- Благодарность Президента Российской Федерации «За заслуги в развитии отечественной культуры и искусства, многолетнюю плодотворную деятельность», 12.11.2019 г.[75].
- Лауреат VIII Международной премии за Благотворительность «Золотые сердца», 20.12.2019 г.[76]
- Орден Дружбы Донецкой Народной Республики «За особые заслуги в развитии дружбы и сотрудничества между народами, за повышение авторитета Донецкой Народной Республики за рубежом, за содействие в установлении мира и дружественных отношений между государствами и широкую благотворительную деятельность», Указ Главы ДНР от 28.10.2020 № 375[77].